# Gastrochilus platycalcaratus
Gastrochilus platycalcaratus là một loài thực vật có hoa trong họ Lan. Loài này được (Rolfe) Schltr. mô tả khoa học đầu tiên năm 1914.